# Саммит ШОС в Тяньцзине (2025)
Тяньцзиньский саммит Шанхайской организации сотрудничества (кит. упр. 年上海合作组织天津峰会, англ. Tianjin Summit of the Shanghai Cooperation Organization) — ежегодное заседание Совета глав государств — членов организации, которое пройдёт в 25-й раз 31 августа—1 сентября 2025 года в одноимённом китайском городе.

## Предыстория
Китай принимает саммит ШОС уже в пятый раз. Тяньцзинь же стал четвёртым городом в Поднебесной, принявшим его. До этого саммиты проходили в Шанхае (в 1996 году (в формате тогда ещё «Шанхайской пятёрки»), а также в 2001 и 2006 годах), Пекине (2012) и Циндао (2018).

## Участники

### Главы государств и делегаций
Страна-хозяйка и лидер выделены жирным шрифтом. Главы остальных государств — членов организации, а также государств, уже подтвердивших на данный момент своё участие в саммите указаны в алфавитном порядке русского языка.
- Китай — председатель Си Цзиньпин (председатель)
- Азербайджан — президент Ильхам Алиев[6]
- Беларусь — президент Александр Лукашенко[7]
- Индия — премьер-министр Нарендра Моди[8]
- Иран — президент Масуд Пезешкиан[9]
- Казахстан — президент Касым-Жомарт Токаев
- Кыргызстан — президент Садыр Жапаров
- Пакистан — премьер-министр Шахбаз Шариф
- Россия — президент Владимир Путин[10][11]
- Таджикистан — президент Эмомали Рахмон
- Туркменистан — президент Сердар Бердымухамедов[12]
- Турция — президент Реджеп Тайип Эрдоган[13]
- Узбекистан — президент Шавкат Мирзиёев

### Руководители постоянно действующих органов ШОС
- генеральный секретарь Нурлан Ермекбаев[14]
- директор Исполнительного комитета Региональной антитеррористической структуры Уларбек Шаршеев

## Повестка дня
Саммит и в целом китайское председательство в организации проходит под лозунгом «Продвижение Шанхайского духа: ШОС в действии» (кит. упр. 弘扬“上海精神”：上合组织在行动; англ. Upholding the Shanghai Spirit: SCO on the Move).
На саммите обсудят совершенствование борьбы с международных терроризмом, экстремизмом и сепаратизмом, укрепление взаимодействия в сфере международной информационной безопасности.